# Johannes Tzetzes
Johannes Tzetzes (griechisch ᾽Ιωάννης Τζέτζης; * um 1110 in Konstantinopel; † um 1180 ebenda) war ein byzantinischer Gelehrter, durch dessen umfangreiches Kommentarwerk zu klassischen Autoren viele Informationen über die griechische Literatur der Klassik und des Hellenismus erhalten wurden.

## Leben
Nach einer guten Ausbildung war Tzetzes in jungen Jahren Sekretär des Eparchen von Beroia, der ihn Hals über Kopf hinauswarf, als er erfuhr, dass Tzetzes seiner Frau nachstellte. Tzetzes verbrachte darauf einige Zeit in Armut und musste fast alle seine Bücher verkaufen. Neben seiner Tätigkeit als Schreiber (grammateus) ernährte ihn bald auch die eines Lehrers (grammatikos), in der er, sicher auch aufgrund familiärer Beziehungen, die bis ins Kaiserhaus reichten, bald sehr erfolgreich wurde. So wurde er beauftragt, Bertha von Sulzbach, die spätere Frau des Kaisers Manuel I., nach ihrer Ankunft in Byzanz in der Literatur ihrer neuen Heimat zu unterrichten. Er lebte offenbar lange Zeit in einem Kloster und wurde von den Mönchen als Gegenleistung für seinen Unterricht versorgt.
Tzetzes war außerordentlich von sich eingenommen, attackierte vermeintliche Konkurrenten heftig und klagte zugleich regelmäßig über seine materielle Lage, die es ihm nicht erlaube, die für ihn wichtigen Bücher zu kaufen.
Sein Bruder dürfte Isaak Tzetzes (gr.: Ἰσαάκιος Τζέτζης) gewesen sein.

## Werke
Aus der Zeit von 1135 bis 1170 sind 107 Briefe von ihm an hochgestellte Persönlichkeiten, aber auch an fiktive Charaktere überliefert, die einerseits wertvolle zeitgeschichtliche und biographische Auskünfte enthalten, andererseits breitet der Autor bereits hier ein umfangreiches mythologisches, literarisches und historisches Wissen aus. Als Kommentar zu diesen Briefen (!) verfasste Tzetzes sein Hauptwerk, die Biblos historion ("Buch der Geschichten"), eine Sammlung von 660 Anmerkungen und Exkursen in 12674 Fünfzehnsilbern, sogenannten "politischen Versen". Weil das Werk bei seinem ersten Druck 1546 in Basel vom Herausgeber willkürlich in Abschnitte von je tausend Versen geteilt wurde, trägt es seither auch den Namen Chiliades, "Tausender".
Ebenfalls in "politischen Versen" schrieb er Homerische Allegorien, Auslegungen der Ilias und der Odyssee nach allen in der Antike gebräuchlichen Verfahren. Er widmete das Werk der neuen Kaiserin, die inzwischen den Namen Irene trug. Daneben schrieb er einen Kommentar zur Ilias, in dem er andere Auslegungen angriff, und die später so genannten Carmina Iliaca, "Gedichte zur Ilias" in drei Teilen: Der erste enthält Geschichten aus dem trojanischen Sagenkreis, die vor der Handlung der Ilias spielen, der zweite den Stoff der Ilias, der dritte spätere Ereignisse, die nicht mehr von Homer berichtet werden. Tzetzes kommentierte auch seine Carmina.
Bereits in jungen Jahren verfasste er Scholien zu Hesiod, zu mehreren Komödien des Aristophanes (Der Reichtum, Die Wolken, Die Frösche, Die Ritter, Die Vögel) und zur Alexandra Lykophrons. Als Autor des letzteren Werks wird in den Handschriften sein 1038 gestorbener Bruder Isaak genannt, da aber alles auf Johannes weist, wird angenommen, dass die Nennung Isaaks eine Art Widmung darstellt.
Dazu kommen Schriften zur Dichtkunst, teilweise selbst wieder in Gedichtform, zur Logik (ein Kommentar zu Porphyrios’ Einleitung zur Kategorienschrift des Aristoteles), zur allegorischen Mythenauslegung, eine Schrift Über die Entstehung der Götter, Anmerkungen zu Klaudios Ptolemaios, Pindar, Aischylos, Euripides, Thukydides usw.
Dass Tzetzes viele theoretische Werke und Kommentare in Gedichtform schrieb, hängt mit ihrer Verwendung im Unterricht zusammen: Sie waren so leichter einprägbar.

## Bedeutung
Von zahlreichen Autoren lagen Tzetzes wesentlich umfangreichere Ausgaben vor als uns heute. Andererseits zitiert er oft nicht korrekt, offenbar aus dem Gedächtnis. Dennoch stellen seine Schriften wichtige Quellen zur antiken Literatur und Kulturgeschichte dar.

## Textausgaben
- Theophilus Kiesslingius: Ioannu tu Tzetzu Biblion historikēs tēs dia stichōn politikōn = Ioannis Tzetzae historiarum variarum chiliades / Ioannes Tzetzes. Graece. Textum ad fidem duorum codicum Monacensium recogn., brevi adnotatione et indicibus instruxit. Leipzig 1826.
- Herbert Hunger: Johannes Tzetzes. Allegorien zur Odyssee, Buch 1-12 [13-24]. Kommentierte Textausgabe. In: Byzantinische Zeitschrift 49, 1956, S. 249–310.
- Herbert Hunger: Johannes Tzetzes, Allegorien zur Odyssee, Buch 13-24. Kommentierte Textausgabe. In: Byzantinische Zeitschrift 48, 1955, S. 4–48.
- Theodor Pressel: Joannis Tzetzae epistolae, Fues, Tübingen 1851.
- Petrus Aloisius M. Leone: Ioannis Tzetzae epistulae. Teubner, Leipzig 1972.
- Anastasios Lolos: Der unbekannte Teil der Ilias-Exegesis des Iohannes Tzetzes (A 97 - 609), editio princeps. Hain, Königstein 1981.